# Dysdera edumifera
Dysdera edumifera là một loài nhện trong họ Dysderidae.
Loài này thuộc chi Dysdera. Dysdera edumifera được miêu tả năm 1983 bởi Ferrández.